# Benjamin Balleret
Benjamin Balleret (Monte Carlo, 15 gennaio 1983) è un tennista e allenatore di tennis monegasco.

## Biografia
Cresciuto al Monte Carlo Country Club, è stato allenato da Didier Lanne. È figlio di Bernard Balleret, ex davisman per Monaco.
Vanta un 204º posto nella classifica ATP come miglior ranking storico. Non avendo mai vinto titoli ATP, la sua migliore prestazione resta il Masters di Monte Carlo del 2006, quando, partendo dalle qualificazioni, raggiunse il terzo turno, superando Christophe Rochus e Sébastien Grosjean, e arrendendosi poi soltanto a Roger Federer.
Rappresenta Monaco in Coppa Davis e ai Giochi dei Piccoli Stati d'Europa, dove ha conquistato 7 medaglie: un oro, cinque argenti e un bronzo.
Ha abbandonato i tornei individuali nel 2016, ma ha continuato a giocare in Coppa Davis nel 2017, nel 2019 e dal 2024.
Attualmente è l'allenatore di Valentin Vacherot, suo fratellastro. Ha seguito anche Pierre-Hugues Herbert.

## Vita privata
Vive tuttora a Monte Carlo con la moglie e i loro due figli.

## Risultati ai Giochi dei Piccoli Stati
- Malta 2003
  -  Doppio
- Andorra 2005
  -  Singolare
  -  Doppio
- Cipro 2007
  -  Singolare
- Monaco 2009
  -  Singolare
- Liechtenstein 2011
  -  Singolare
  -  Doppio misto